# فؤاد صروف
الدكتور فؤاد صروف هو كاتب لبناني ولد سنة 1900م تقلب في عدة مناصب فكان رئيس مجلتي المقتطف والختار وشغل منصب رئيس الجامعة الأمريكية في بيروت كما كان عضوا في العديد من الهيئات العالمية والثقافية في العالم العربي ومن أبرز مؤلفاته فتوحات العالم الحديث، الإنسان والكون، العالم الحديث في المجتمع الحديث توفي سنة 1985 م.
اتفق العديد من الباحثين أن فؤاد صروف كان من أوائل المحررين العلميين في الصحافة العربية، حيث أنه أنجز أكثر من 700 مقالة علمية في مختلف المواضيع.

## من مؤلفاته
ومن أبرز مؤلفاته 
- «فتوحات العالم الحديث» وفيه يتحدث صروف بتوسع عن مطالعاته المتبحرة في الكون والفلك والذرة والنظام الشمسي وغيره.
- الإنسان والكون

- العالم الحديث في المجتمع الحديث
- العلم والمجتمع العربي
- تطور الفكر في مئة سنة
- آفاق لا تحد: الفق نداء يسمعه المقدام ويقعد دونه المتخاذل[4]
- منازل الفضل وأوراق غربية.[5]
- أوراق علمية "1968- 1971"– 1972[6]
- أساطين العلم الحديث [7]
- آفاق العلم الحديث 1939 [8]

كما كتب تراجم وافية لعدد من المؤلفات في العلوم الطبيعية والرياضية والطبية متناولاً سيرة واضعيها العلماء. وقد ناقش في هذه التراجم أثر العلم وتقدمه على الأخلاق، أخلاق الفرد والمجتمع،

## إسهاماته في اللغة العربية
ليس من السهل حصر المفردات والتعابير العلمية التي أدخلها فؤاد صرّوف إلى اللغة العربية، مراعياً فيها طبيعة اللغة القومية وأوزانها، في أبحاثه العلمية التي تنمي الفكر وتوسع المعرفة، وتعمق الفهم. كما اهتم فؤاد صروف من بين اهتماماته الكثيرة، بالوسائل التي تشغل بال الطليعة المثقفة في كل بلد، وخاصة في بلدنا، إلى كتاباته عن بعض رجال الطليعة الذين يعتز بمعرفتهم.

## مسألة العالِم
وقد أثار صروف مسألة العالِم الذي لا يتحلى بالأخلاق والقيم الإنسانية، ويكتشف قوّة هدّامة، وتساءل: «أيستطيع هذا العالم أن ينصرف عن الاكتشاف لإمكانية استعماله للشر؟».
فؤاد صروف رأى إزاء هذه المسألة أن العالِم لا يفكر في خير وشر، وهو يستجيب لغريزته وطبيعته في السؤال عن الألغاز التي تحيّر، والخفايا التي يود العقل أن ينطلق إلى اكتشافها، ويقول: «فالعالم يحاول أن يكتشف حقيقة خافية، أو أن يربط بصلات المنطق، والفهم والتدقيق، بين حقائق متباينة، غير مترابطة، كما يسعى إلى اكتشاف حقيقة جديدة، أو صورة جديدة للحقيقة». وبعد أن تنكشف لهذا العالم هذه الحقيقة حسب نظرية صرّوف، يأتي الدور الثاني الذي يمكن أن تستعمل فيه هذه الحقيقة استعمالاً كاملاً، قد يفيد، وقد يضرّ. فالعالِم إذاً، وهو يبحث، يُعتبر رجلاً يسعى إلى الحقيقة، ولكن العالِم المطبق، التقني، يشير صروف، هو الرجل الذي ينبغي أن يهذب تهذيباً اجتماعياً إنسانياً، كي لا يستعمل الحقيقة العلمية التي لا صفة لها من شر أو خير في ما هو شر، وإنما يستعملها في ما هو خير. ومن هذا المنطلق رأى صروف أن هناك ضرورة في المجتمع الحديث، لتثقيف العلماء بالقيم الإنسانية والاجتماعية والخلقية، المتحدرة إلينا من عصور التاريخ السابقة؟ وقد جاءت على ألسنة الرسل والأنبياء والشعراء والمحدثين الكبار.

## التوازن بين العلم والأدب
ثمة مقدار أساسي من حقائق العلوم، ينبغي لكل إنسان مثقّف يعيش في هذا العصر ألا يجهلها. ولكن، الأهم جداً من الحقائق، أن يكون الإنسان قد تمرّس بفضائل الأسلوب العلمي. وحسب تعبير فؤاد صروف فإن هذه الفضائل ضرورية للعلم في البحث، كما هي ضرورية للمجتمع الخلوق والإنسان الخيّر. ومنها فضائل التمرّس بحرية السؤال عن الخفي. فالحرية في السؤال عن الخفي ضرورية جداً كما هي ضرورية في المجتمع الإنساني. ويقول صرّوف: «الشوق إلى استكشاف المجهول، الصبر على صعاب البحث، إعطاء كل ذي حق حقه، محاسبة النفس في وضع التقارير عن التجارب والأبحاث التي يقوم بها العالم، الانصراف عن الهوى، جميع الفضائل أو الأخلاق هي ضرورية للعالِم، كما هي ضرورية للإنسان الاجتماعي الطيّب، والمواطن الشريف».
وليس هناك شك في أن الحضارة التقنية الحديثة المبنية على الكشوفات العلمية المتزايدة، والمطبقة في الزراعة، والصناعة، والمواصلات، والمخاطبات، والصحة، وفي وسائل الحرب هي بحد ذاتها تكاد تكون كالغول يخشى شره. ولكن، طالما أن الإنسان يبحث ويستكشف، وطالما هناك من يحاول أن يطبق، فإن الحقائق التي تستكشف وتطبق في الاستعمال، ينبغي أن تبحث عن عاصم للخلق الإنساني يقيناً شر هذه الخشية. ومن هنا، رأى صرّوف أن الجامعات في أي بلد ينبغي أن توفق بين العلوم الحديثة، وتطورها ومبادئها، وبين الدراسات الإنسانية، والقيم الخلقية، التي تحدرت إلينا. فالطالب الذي يتخصص في دراسات الأدب، والدراسات الإنسانية، مدعو إلى المشاركة في فهم طبيعة هذا العالم المتفجر القائم على العلم والتقنية، كما أن على طالب العلم والتقنية أن ينصرف إلى حد ما إلى الدراسات الإنسانية، لكي يستوعب في نفسه هذه القيم الخلقية. وعندئذ وفق اعتقاد صرّوف، نكون في سبيل إنشاء إنسان جديد.
ولقد شدّد صروف على أن هناك أصولاً للخير والحق والعدل، لا تتغير في طبيعة المجتمع، وإنما تفرغ في قوالب اجتماعية مختلفة بحسب رتبة المجتمع في تطوره العمراني. 